# Otus mauli
Otus mauli – gatunek średniej wielkości ptaka z rodziny puszczykowatych (Strigidae). Szczątki kopalne odnaleziono na Maderze. Gatunek wymarł prawdopodobnie na początku XV wieku po pojawieniu się człowieka. Wiadome jest, że żył w późnym czwartorzędzie.

## Taksonomia i anatomia
W latach 1979–1994 na Maderze oraz Porto Santo odnaleziono wiele ptasich kości, w tym 27 należących do nieznanego wtedy gatunku sowy. Porównano je z kośćmi syczka zwyczajnego (Otus scops). Przekazane zostały do Museu Municipal do Funchal (Funchal) oraz Departamento de Zoología de la Universidad de La Laguna (Teneryfa). Przynależność nowego gatunku do rodzaju Otus ustalono na podstawie następujących cech:
- wyrostek kruczy (processus procoracoideus) wąski, o brzegach równoległych (nie szerokich i trójkątnych)
- processus acrocoracoideus wydłużony, posiada wyrostki blaszkowate zwrócone ku wyrostkowi kruczemu

U rodzajów Athene, Asio, Strix, Bubo, Surnia, Aegolius i Glaucidium drugi z ww. wyrostków nie występuje. Na brzegu górnym łopatki brak otworu, obecnego u przedstawicieli ww. rodzajów. Dwie kości śródręcza (II i III) tworzące carpometacarpus mają nieco skręcone końce bliższe ciału, cecha ta nie występuje u rodzajów Strix, Asio i Bubo. W porównaniu do syczka zwyczajnego O. mauli posiada dłuższą kość udową – jedyna znaleziona mierzyła 33,2 mm, zaś u O. scops ta mierzy 28,4–30,4 mm. Także tibiotarsus cechuje większa długość, u O. mauli wynosi 55 mm (dla jednej znalezionej sztuki), a u syczka zwyczajnego 43,0–49,3 mm.
Nazwa gatunkowa mauli upamiętnia Günthera Edmunda Maula, niemieckiego ichtiologa i taksydermistę; w 1930 przybył na Maderę, by pracować w Museu Municipal do Funchal. Gatunek nie posiada nazwy polskiej, jednak zaproponowana (i będąca w użyciu) angielska nazwa to Madeiran Scops Owl.